# Stasera sciopero
Stasera sciopero è un film del 1951 diretto da Mario Bonnard. È una commedia basata sull'espediente fantascientifico del trapianto di cervello.

## Trama
Augusto, ricco e avaro pizzicagnolo, viene aggredito mentre rientra a casa. Durante la zuffa l'aggressore si ferisce mortalmente con la sua stessa rivoltella. Era un povero pazzo, noto per la sua inguaribile prodigalità.
Nella clinica in cui viene ricoverato, Augusto è sottoposto ad un'operazione particolare: il chirurgo, dopo aver saputo che un prodigo è morto lottando con un avaro, decide di immettere nella scatola cranica di Augusto il cervello del povero aggressore.
Il risultato dell'operazione trasforma il pizzicagnolo: vive momenti di prodigalità alternati ad altrettanti di ricadute nell'avarizia. In un momento di euforia acconsente alle nozze della figlia, sempre osteggiate per ragioni di convenienza, e proprio durante il banchetto nuziale viene colpito alla testa da una palla di ferro: finalmente la fusione dei due cervelli è un fatto compiuto.

## Accoglienza e critica
(Fantafilm)